# Шишов Денис Миколайович
Денис Миколайович Шишов (рос. Денис Николаевич Шишов; 29 жовтня 1980) — російський воєначальник, генерал-майор ПДВ РФ, Герой Російської Федерації.

## Біографія
Народився 1980 року в Костромі. Навчався у середній школі № 24. Займався хореографією в Обласному Палаці творчості молодих. Був солістом ансамблю «Райдуга».
У 1998 вступив й у 2003 закінчив Рязанське гвардійське вище повітрянодесантне командне училище імені генерала армії В. Ф. Маргелова. Після закінчення училища був розподілений у 104-й гвардійський десантно-штурмовий Червонопрапорний ордена Кутузова полк 76-ї гвардійської десантно-штурмової Чернігівської Червонопрапорної ордена Суворова дивізії.
Закінчив Загальновійськову академію Збройних Сил Російської Федерації.
З 2015 по 2017 — командир 104-го гвардійського десантно-штурмового полку. З 2017 по 2020 — заступник командира 98-ї гвардійської повітряно-десантної дивізії. З 2020 по квітень 2022 — командир 11-ї окремої гвардійської десантно-штурмової бригади. 
У лютому 2022 року 8 березня березні Шишову «за виявлену мужність та героїзм» надано звання Героя Росії.
3 березня 2022 року повідомлялося про ліквідацію Шишова на Харківщині разом із його заступником підполковником Денисом Глєбовим. Загибель останнього все ж згодом підтвердилася, а потім в російських ЗМІ повідомлялося, що Шишов був поранений під час наступу на Каховку.
З 18 квітня 2022 року — командир 76-ї гвардійської десантно-штурмової дивізії.

## Нагороди
- Медаль Жукова;
- Орден Мужності;
- Герой Російської Федерації;
- Медаль Суворова;